# Ústřední zpravodajská služba
Ústřední zpravodajská služba (CIA, anglicky Central Intelligence Agency) je zpravodajská služba USA s vnějším polem působnosti (tj. špionážním) mající zároveň za úkol provádět po celém světě operace ve prospěch USA. Vznikla 18. září 1947 na základě National Security Act (Zákona o národní bezpečnosti), který podepsal prezident Harry S. Truman. Stala se tak nástupcem OSS (Office of Strategic Services).

## Historie
CIA byla založena s cílem soustředit do jedné organizace všechny vládní struktury zabývající se zpravodajstvím za účelem zefektivnění sběru informací pro všechny složky provádějící výkon moci. Od tohoto cíle však začala přímo provádět americkou zahraniční politiku, což vyústilo k využívání CIA jako mocenskopolitického nástroje (Invaze v zátoce Sviní na Kubě a Karibská krize, účast na svržení levicových vlád Mosaddeka v Íránu, Árbenze v Guatemale, Lumumby v Kongu, Sukarna v Indonésii, Goularta v Brazílii nebo Allendeho v Chile a především postupné vyeskalování americké intervence ve Vietnamské válce).
Zlomem v činnosti CIA se stalo v roce 1972, propuštění ředitele CIA Richarda Helmse v důsledku aféry Watergate. CIA byla podřízena kontrole Kongresem (zvláštním výborem Senátu a Sněmovny reprezentantů pro aktivity tajných služeb) a Národní bezpečnostní radou. CIA bylo nařízeno ukončení tajných operací a zaměření se pouze na špionáž.
Od roku 1975 do konce 80. let ultrapravicové (až fašistické) diktatury v Latinské Americe s podporou CIA v rámci tzv. Operace Kondor zavraždily nebo nechaly zmizet až 80 000 politických odpůrců a levicově smýšlejících lidí. Dalších asi 400 000 lidí bylo uvězněno. Nedemokratické režimy byly podporovány z obavy před sílícím vlivem SSSR a Kuby, jednalo se o tzv. zástupné války.
V Afghánistánu, na počátku 80. let, CIA podporovala povstalce proti prosovětské afghánské vládě a Sovětské armádě. Největší aférou 80. let byla aféru Írán-Contras, kdy bylo odhaleno, že Reaganova administrativa tajně a ilegálně prodávala zbraně Íránu v irácko-íránské válce, aby docílila propuštění amerických rukojmí, kteří byli zadržováni v Libanonu, a z výtěžku financovala protivládní povstalce Contras v Nikaragui. V Afghánistánu CIA financovala a vyzbrojovala protisovětský odboj z řad domácích mudžáhidů i zahraničních dobrovolníků z celého islámského světa, mezi kterými byl i Usáma bin Ládin.
V roce 1994 CIA otřásl případ Aldricha Amese, šéfa sovětské sekce kontrašpionážního odboru CIA, který od roku 1984 pracoval jako tzv. „krtek“ pro KGB. Ames měl díky své funkci přístup k tajným informacím a prozradil KGB mnoho sovětských agentů, kteří zběhli na stranu Západu.
S koncem tzv. studené války se v důsledku změn na mezinárodní scéně změnily i cíle CIA; dnes bojuje proti teroristickým útokům. Z důvodu špatné spolupráce mezi CIA, FBI a NSA se nezabránilo útokům z 11. září 2001, ale od útoků se spolupráce zlepšila. Letadla podílející se na tajném programu CIA, který zahrnoval únosy a mučení lidí podezřelých z terorismu, zřejmě používala pro doplňování paliva i letiště v ČR. Od roku 2012 se CIA angažuje v občanské válce v Sýrii a při pokusu o svržení syrského režimu Bašára Asada vycvičila a vyzbrojila přibližně 10 000 protivládních povstalců.
Dne 7. března 2017 začal server WikiLeaks publikovat tajné dokumenty CIA v rámci série publikací s názvem Vault 7, které obsahují detailně popsané aktivity a možnosti CIA elektronicky sledovat lidi po celém světě a nabourat se do jejich elektronických zařízení.

## Vybrané operace a programy CIA
Po vzniku CIA:
- Parlamentní volby v Itálii 1948 – vměšování se do voleb formou antikomunistické propagandistické kampaně a financování konzervativních politických oponentů italských komunistů (vměšování trvalo dalších dvacet let)
- Rádio Svobodná Evropa (Východní blok) – vytvoření exilového rádia, které bude šířit ideje NATO a destabilizovat komunistické režimy ve východním bloku

50. léta:
- Operace Valuable (Albánie) – pokus o vyvolání státního převratu v komunistické Albánii a svržení Envera Hodžy
- Operace CIA v Indonésii – operace s cílem zamezit převzetí moci Komunistickou stranou Indonésie, později snaha o svržení prezidenta Sukarna
- Operace CIA v Tibetu – podpora tibetských odbojářů proti okupaci komunistickou Čínou a snaha o vyčerpání zdrojů Číny
- Operace CIA v Laosu – vojenský výcvik „tajné armády“ Hmongů v občanské válce v Laosu a jejich nasazení do války ve Vietnamu
- Operace Gladio (Západní Evropa) – vybudování sítě militantních spících buněk v zemích Západní Evropy pro případ sovětské invaze, často ve spolupráci s krajně pravicovými radikály
- Projekt FF (Egypt) – pokus o donucení krále Farúka I. provést reformy, případně ho svrhnout. Nicméně po vítězství egyptské revoluce 1952 se projekt zaměřil na podporu nové vlády Muhammada Nadžíba
- Státní převrat v Íránu v roce 1953 (Operace Ajax) – svržení demokraticky zvoleného předsedy vlády Muhammada Mosaddeka
- Státní převrat v Guatemale v roce 1954 (Operace PBSuccess) – svržení demokraticky zvoleného prezidenta Jacoba Árbenze Guzmána
- Operace Washtub (Nikaragua) – doprovodná operace vedoucí k státnímu převratu v Guatemale
- Operace Passage to Freedom (Vietnam) – propagandistická kampaň, jejímž cílem bylo přesvědčit obyvatele Severního Vietnamu (zejména menšinové katolíky), aby emigrovali do Jižního Vietnamu, a tím došlo k destabilizaci komunistického režimu Viet Minhu
- Operace Gold (Berlín, Východní Německo) – vykopání výzvědného tunelu přes hranici a napíchnutí telefonních linek sovětské armády
- Projekt MKULTRA – zkoumání metod psychické manipulace lidí (například s využitím LSD) – součástí byla Operace Midnight Climax

60. léta:
- Invaze v zátoce Sviní (Kuba) – pokus o svržení Fidela Castra a jeho vlády
- Operace 40 (Kuba) – podpůrná operace k invazi v zátoce Sviní
- Operace Mongoose (Kuba) – pokus o svržení Fidela Castra a jeho vlády po neúspěchu invaze v zátoce Sviní
- Operace Petr Pan (Kuba) – destabilizační kampaň s cílem vyvolat emigraci (v tomto případě dětí)
- Státní převrat v Jižním Vietnamu v roce 1963 – CIA se podílela na konspiraci armádních generálů, poskytla krytí a nezasáhla proti převratu, čímž došlo ke svržení prezidenta Ngô Ðình Diệma
- Státní převrat v Brazílii v roce 1964 – CIA se podílela na antilevicové propagandě, financovala konzervativní opozici a nezasáhla proti převratu, čímž došlo ke svržení prezidenta Joãa Goularta a nastolení vlády vojenské junty, kterou USA podpořily
- Projekt Dark Gene (Írán) – výzvědná činnost na území Sovětského svazu vedená z území Íránu
- Operace CHAOS (USA) – sledování disidentů v USA
- Program Phoenix (Jižní Vietnam) – likvidace sympatizantů s komunistickým režimem Severního Vietnamu
- Projekt Akustická kočka (SSSR) – projekt, jehož cílem bylo využití koček ke špionáži Kremlu a sovětských velvyslanectví

70. léta:
- Státní převrat v Chile v roce 1973 – CIA podporovala vládu vojenské junty diktátora Augusta Pinocheta, která svrhla demokraticky zvoleného prezidenta Salvadora Allendeho – související neúspěšný projekt FUBELT měl zabránit Allendeho zvolení
- Operace IA Feature (Angola) – vyzbrojování milicí bojujících proti komunistické vládě Angoly v občanské válce v Angole
- Operace Kondor (Latinská Amerika) – podpora pravicových diktatur v Latinské Americe při represích levicových stran včetně komunistů a perzekuci obyvatel

80. léta:
- Operace Cyclone (Afghánistán) – vyzbrojování a financování mudžahedínů proti Sovětům v sovětské válce v Afghánistánu
- Aféra Írán-Contras (Írán, Nikaragua) – prodej zbraní Íránské islámské republice v irácko-íránské válce a využití zisků z prodeje na financování milicí Contras v Nikaragui

90. léta:
- Operace Merlin (Írán) – pokus o podstrčení falešných plánů na výrobu jaderné bomby Íránu s cílem zdržet íránský jaderný program

21. století:
- Operace Cannonball (Pákistán) – neuskutečněná operace z roku 2006, jejímž cílem bylo zajetí Usámy bin Ládina a zničení Al-Káidy v Pákistánu
- Operace Neptunovo kopí (Pákistán) – společná operace CIA a Navy SEALs, při které byl v květnu 2011 zabit Usáma bin Ládin

## Status
CIA je nezávislá státní organizace, která je odpovědná prezidentovi Spojených států. Veřejná kontrola je zajištěna výbory amerického Kongresu. Roční rozpočet, který schvaluje Kongres, není americkému daňovému poplatníku znám, podle zdrojů s různou mírou důvěryhodnosti se pohybuje v řádu jednotek miliard dolarů. V čele CIA stojí ředitel (Director of Central Intelligence – DCI), kterého jmenuje prezident. Odhaduje se, že CIA má asi 20 000 zaměstnanců.
Základními úkoly CIA jsou sběr, analýza a vyhodnocování zpravodajsky významných dat z celého světa (jedním z aspektů je uchování stávajících amerických hodnot a vlivy, které by je mohly ohrozit). Získaná data jsou analyzována a vyhodnocené informace předávány zadavateli (americké vládě) jako podklad pro rozhodování. Ze zákona nesmí výzvědná služba působit na území USA, působí pouze v zahraničí.
Sídlo CIA se nachází v Langley, které leží ve státě Virginie, nedaleko tamní letecké základny, řeky Potomac a hlavního města Washingtonu, D.C. Tento komplex je ovšem, stejně jako další důležité vládní budovy v USA, jednou z nejvíce hlídaných budov na světě.

## Spolupráce s BIS
Ředitel BIS Michal Koudelka obdržel v březnu 2019 v sídle CIA v Langley Tenetovu cenu za zahraniční spolupráci. V roce 2017 obdržel Tenetovu cenu korunní princ ze Saúdské Arábie, která je stejně jako Česká republika blízkým spojencem Spojených států. Koudelka uvedl, že „Toto nejvýznamnější ocenění, které CIA dává, beru nejen jako ocenění své práce, ale především jako ocenění práce BIS.“

## Orgány CIA
- Ředitel Ústřední zpravodajské služby: David S. Cohen – zastupující
  - Zástupce ředitele Ústřední zpravodajské služby: funkce není obsazena
    - Ředitelství zpravodajství (Directorate of Intelligence)
      - Ředitel zpravodajství Ústřední zpravodajské služby: funkce není obsazena

    - Ředitelství Ústřední utajovací služby (Directorate of National Clandestine Service)
      - Ředitel Ústřední utajovací služby: tajné

    - Ředitelství pro vědu a výzkum (Directorate of Science & Technology)
      - Ředitel vědy a výzkumu Ústřední zpravodajské služby: funkce není obsazena

    - Centrum pro studium zpravodajství (Center for the Study of Intelligence)
      - Ředitel pro studie zpravodajství Ústřední zpravodajské služby: funkce není obsazena

    - Úřad generálního rady (Office of General Counsel)
      - Generální rada Ústřední zpravodajské služby: (–)

    - Úřad pro civilní záležitosti (Office of Public Affairs)
      - Ředitel pro civilní záležitosti Ústřední zpravodajské služby: funkce není obsazena

## Zajímavosti
- Podle rezoluce íránského parlamentu je CIA teroristickou organizací.[16]
- CIA aktualizuje a bezplatně publikuje základní statistické, demografické a jiné informace o světových zemích, teritoriích, závislých územích a strategicky významných místopisných entitách pod souhrnným názvem The World Factbook. Všechny tyto informace, stejně jako vlajky a generalizované mapy, jsou poskytovány jako volné dílo.
- CIA stála za založením švýcarské firmy Crypto AG, která pak po mnoho desetiletí dodávala šifrovací zařízení desítkám států včetně Československa, a tak je odposlouchávala.[17]